# Huggler Peak
Der Huggler Peak ist ein 1580 m hoher, spitzer und schneebedeckter Berg im westantarktischen Ellsworthland. Er ragt im Norden des Anderson-Massivs der Heritage Range im Ellsworthgebirge auf.
Der United States Geological Survey kartierte ihn im Rahmen der Erfassung des Ellsworthgebirges in den Jahren von 1961 bis 1966 durch Vermessungen vor Ort und Luftaufnahmen der United States Navy. Das Advisory Committee on Antarctic Names benannte den Gipfel 1966 nach John Q. Huggler, einem Lagerverwalter der United States Navy Reserve. Dieser hatte während der Operation Deep Freeze des Jahres 1966 bei verschiedenen Bauprojekten auf der amerikanischen McMurdo-Station mitgeholfen.